# 에어갭 전투
에어갭 전투(Air Gap Battle)는 1939년 9월 3일에서 1940년 5월 8일까지 영국 연방을 비롯한 연합군과 독일군 U보트와 대서양 간극에서 벌인 전투이다. 초기에는 독일군이 우세했으나, 곧 연합군이 대서양 간극에 대한 기술적 해결책을 제시하면서 연합국이 승리하게 되었다. 초기에 영국 왕립 공군의 해안 사령부는 잠수함 격침 공군을 창설했는데, 이 지역은 블랙핏으로 더 잘 알려져있다. 이 지역은 대서양 간극이나 에어갭, 그린란드 간극, 또는 일반적으로 간극이라고도 불렸다. 이 지역에서 수송선단이 독일군에 의해 큰 피해를 입었으나 1943년 5월, B-24 리버레이터의 기술 향상과 호위 선단의 이용가능성이 제기되면서 간극은 닫히게 된다.

## 배경

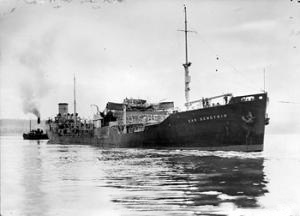
에어갭 전투 중 하나였던 호송선단 HX 84의 전투는 실패로 끝났다. 이처럼 에어갭은 연합국에게 매우 위험한 지점이었다.

1939년 폴란드 침공 때부터 1940년 프랑스 공방전까지의 전투 이후, 대서양에서의 전투는 폴란드 서부군, 영국 연방 및 노르웨이 망명 정부와 자유 덴마크 군, 자유 프랑스, 벨기에 망명 정부 소속 해군이 담당해야 했다. 당시 미국 정부는 중립을 유지하고 있었고, 소련 정부 역시 독일-소련 불가침 조약으로 독일과의 전쟁을 선포하지 않고 있었기 때문에, 전쟁은 추축국 측에 유리하게 돌아가고 있었다. 독일 해군은 북아메리카 대륙과 영국 사이에서 해군 및 공군의 통신 연락 장비가 두절되고 영국 공군의 지원이 어려워지는 지역을 알게 되는데, 영국 측은 이를 에어갭 (Air Gap) 또는 대서양 간극이라 불렀다. 이 지역에서는 호송 선단이 영국 공군의 지원을 받을 수 없었기 때문에 추축국 잠수함이나 함선의 공격을 받기에 적합한 지역이었다. 1940년 영국-아이슬란드 전쟁 이후 영국군이 아이슬란드에 주둔할 수는 있었으나 에어갭에 관한 문제를 해결할 수는 없었다. 1940년 이후 독일 해군은 이 지역을 눈여겨 보며 이 지역에서의 작전을 확대하는 한편, 아프리카 해안 및 남아메리카 지역에서도 활동하기 시작한다. 이는 영국군의 보급로를 끊으려는 독일 해군의 전략이었으며, 이러한 전략 속에는 에어갭에서의 전투도 포함되었다. 독일 해군은 이에 따라 뉴펀들랜드 자치령, 캐나다 동부 해안, 영국령 서아프리카 (오늘날의 가나, 나이지리아), 그리고 에어갭에서의 전투를 준비한다.

## 전투
해안 사령부가 1936년 창설되었을 때, 이들은 A/S 보호의 책임이 주어졌었다. 그들은 짧은 범위의 전투기 (대부분은 애브로 앤슨과 비커스 빌데비스트)를 적은 수만 가진 채 무장했다. 이에 따라, 항공기의 부족은 매우 심각해 이들에게는 허수아비 보호자라는 별칭이 붙었으며 이들은 티거 모스를 사용해야 했다. 영국 폭격사령부가 최고의 그리고 긴 항속거리를 지닌 항공기에 대한 우선권을 갖고 있었다. 4개의 엔진을 갖춘 전투기로 교체된 폭격기 사령부의 전투기처럼 해안 사령부가 A/S 보호에 적합한 비커스 웰링턴과 같은 전투기로 바꾼 것은 한참 뒤였다. 더욱이, 해안 사령부의 앤슨 전투기와 암스트롱 휘틀리, 햄프던 전투기가 잡다하게 섞인 조합은 쇼트 선덜랜드나 웰링턴이 보유한 기준량 450 lb (205 kg)을 수송하기 어려웠다.

## 같이 보기
- 빙산 항공모함 하버쿡 계획